# 아오모리 아사히 방송

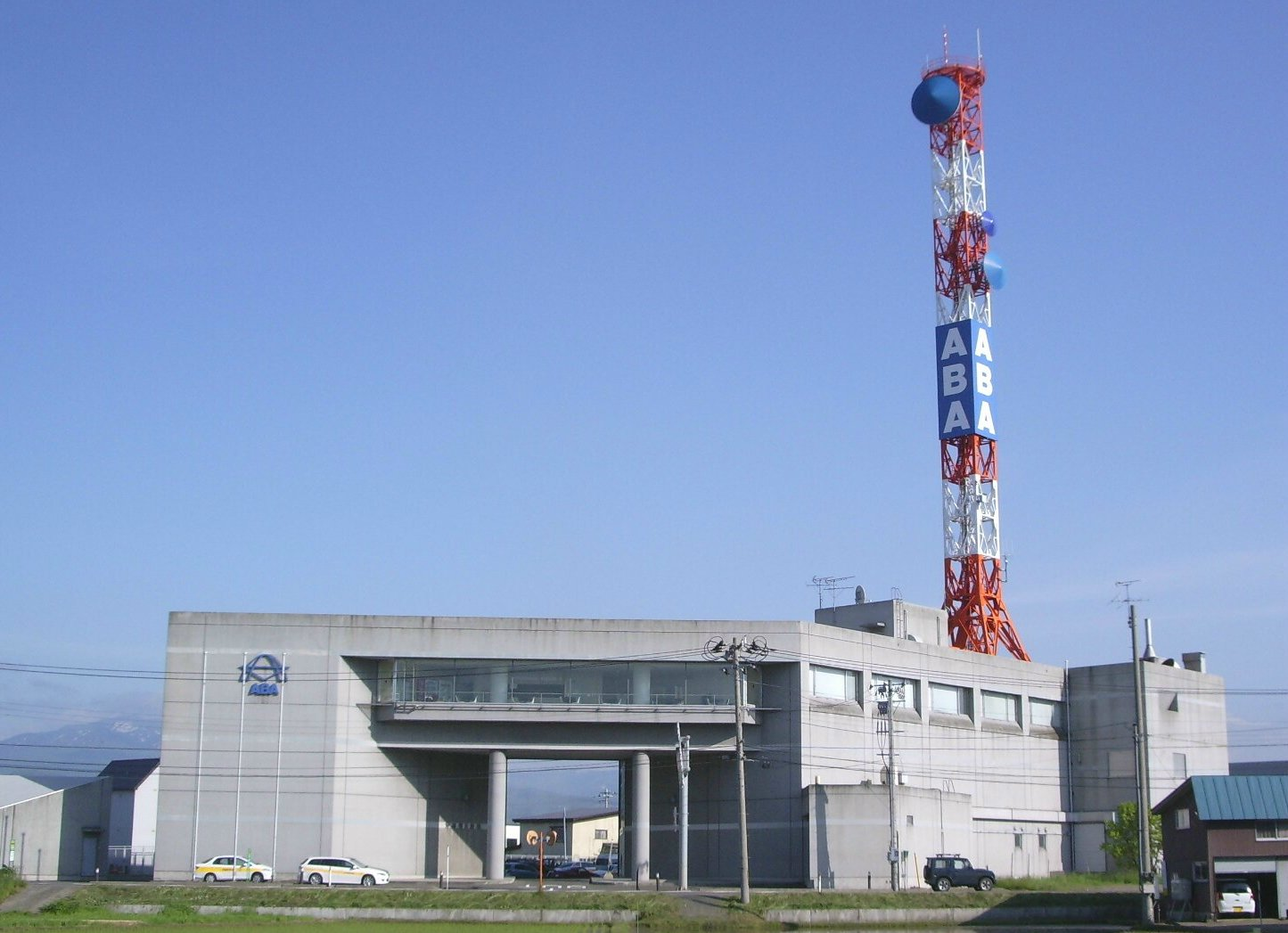
아오모리 아사히 방송

아오모리 아사히 방송(青森朝日放送株式会社, Asahi Broadcasting Aomori)은 1991년 10월 1일 아오모리현에서 3번째이자 마지막으로 개국한 방송국으로약칭은 ABA, 콜사인은 JOAH-DTV이다.

## 연혁
- 1990년 5월 15일 회사설립.
- 1991년 9월 24일 서비스 방송 개시.
- 1991년 10월 1일 아오모리현 3번째 텔레비전 방송국으로서 개국, 본방송 개시(ANN 계열국인 호쿠리쿠 아사히 방송과 같은날 개국).
- 2006년 6월 15일　지상 디지털 텔레비전 시험 방송 개시(아오모리 본국).
- 2006년 7월 1일
  - 지상 디지털 텔레비전 본방송 개시(아오모리 본국).
  - 아오모리시의 방송 센터를 등기상의 본사에, 하치노헤시의 본사를 「하치노헤 지사」로 변경.
- 2008년 7월 6일 취재를 위해 임대한 헬리콥터가 추락 사고를 내, 항공 회사 기장 등 승무원 2명이 사망하고 당국 아나운서와 카메라맨의 2명이 행방불명이 된다(아나운서와 카메라맨은 2009년 6월 17일 사망처리).
- 2011년 7월 24일 지상파 아날로그 텔레비전 방송 종료

### 아오모리현의 ANN계열국에 관하여
원래, 아오모리현의 ANN·TV 아사히 계열 방송국은 1969년개국한 아오모리 TV였다.
당시 아사히 신문이 일본에 아사히계열 텔레비전 네트워크를 구축하기 위해 전국 각지에 UHF방송국 개국 신청을 실시해 그 결과 크로스 네트워크 형태로 많은 아사히 계열 텔레비전 방송국이 개국했다.
아오모리 TV도 마이니치 신문이나 요미우리 신문 등의 복합자본회사였지만 일단 아사히계 텔레비전 방송국으로서 ANN에 가맹하고 있었다.
그러나 아오모리TV는 개국 당초부터 뉴스 프로그램을 도쿄 방송(TBS) 계열 중심으로 방송했고 결국에는 뉴스 네트워크도 JNN가맹을 희망하게 되어 타 방송 네트워크 중복가입금지를 규정한 JNN배타 협정에 의한 ATV의 ANN 탈퇴를 걱정한 일본교육 TV(NET·현:TV 아사히)·아사히 신문사와의 공방이 계속되고 있었다.
협상 결과 뉴스 네트워크만 JNN에 가맹하고 싶은 아오모리TV의 요청을 NET-TV측이 거절해 1975년 NET-TV는 아오모리 방송과 새롭게 네트워크 관계를 맺게되고 이것으로 아오모리TV는 JNN완전가맹국이 되었다.

## 특징
- 개국 당일 방송된 TV 아사히의 뉴스 프로그램 뉴스 스테이션에서 진행자인 구메 히로시가 이 방송국의 약칭(ABA)을 「에이비에이」라고 부르지 않고“아바”라고 불렀으며 실제로 이 방송국은 개국 당시부터 수년동안 방송 개시전 송출하는 컬라바 배경음악으로 ABBA의 「댄싱·퀸」을 내보냈다.
- 예전에는 하치노헤시에 본사가 있었으나 2006년 7월 1일 본사를 아오모리 시로 옮겼다.
- 원래는 후지 TV 계열국으로 설립 될 가능성도 있었기 때문에 후지 산케이 그룹과도 자본관계가 있다.
- 아날로그 텔레비전 방송 중계국이 다른 민영 텔레비전 방송국보다 적어 난시청지역이 많았으나 디지털 텔레비전 방송 중계국을 다른 방송국과 동일하게 개국하면서 아오모리 현 전 지역에서 시청이 가능하게 되었다.
- 개국 이후 몇 년간은 TV 도쿄 프로그램을 방송하지 않았다.

## 아오모리현에 있는 다른 텔레비전·라디오 방송국
- NHK 아오모리 방송국
- 아오모리 방송(RAB)(TV는 니혼 TV 계열, 라디오는 JRN&NRN계열)
- 아오모리 TV(ATV)(도쿄 방송 계열)
- FM아오모리(JFN계열)